# Freiburg (Breisgau) Hauptbahnhof
Freiburg (Breisgau) Hauptbahnhof vasútállomás Németországban, Freiburgban. A német vasútállomás-kategóriák közül a második csoportba tartozik.

## Vasútvonalak
Az állomást az alábbi vasútvonalak érintik:
- Höllentalbahn
- Mannheim–Karlsruhe–Bázel nagysebességű vasútvonal
- Freiburg–Colmar-vasútvonal

## Forgalom

### Regionális
| Vonatnem | Útvonal | Gyakoriság       | Vágányszám |
| -------- | --- | ---------------- | ---------- |
| IRE      | Freiburg (Breisgau) – Müllheim (Baden) – Neuenburg (Baden) – Bantzenheim – Mulhouse Ville                                                                    | egy vonatpár     | 4          |
| RE       | (Karlsruhe –) Offenburg – Lahr(Schwarzwald) – Emmendingen – Freiburg (Breisgau) – Bad Krozingen – Müllheim (Baden) – Basel Bad Bf (– Basel SBB)              | 60 percenként    | 2/4        |
| RB       | Freiburg (Breisgau) – Emmendingen – Lahr (Schwarzw) – Offenburg (– Karlsruhe)                                                                                | 60 percenként    | 1          |
| RB       | (Offenburg –) Freiburg (Breisgau) – Ebringen – Schallstadt – Bad Krozingen – Heitersheim – Müllheim (Baden) – Neuenburg (Baden) / Basel Bad Bf (– Basel SBB) | 60 percenként    | 3          |
| RB       | Freiburg (Breisgau) – Kirchzarten – Titisee – Seebrugg / Neustadt (Schwarzw)                                                                                 | 30 percenként    | 6/7        |
| SWEG     | Freiburg (Breisgau) – Ebringen – Schallstadt – Bad Krozingen – Oberkrozingen – Staufen (– Münstertal)                                                        | bizonyos vonatok | 1/4        |
| SWEG     | Freiburg (Breisgau) – Gottenheim – Breisach – Jechtingen – Endingen                                                                                          | egy vonat        | 5          |
| BSB      | Freiburg (Breisgau) – Denzlingen – Waldkirch (– Elzach) | 30 percenként    | 1/4/6      |
| BSB      | Freiburg (Breisgau) – Gottenheim – Breisach | 30 percenként    | 5          |

### Távolsági
| Vonatnem | Útvonal | Gyakoriság       |
| -------- | --- | ---------------- |
| ICE      | Interlaken Ost – Basel SBB – Freiburg (Breisgau) – Karlsruhe Hbf – Mannheim Hbf – Frankfurt Hbf – Kassel-Wilhelmshöhe – Braunschweig – Berlin Ostbahnhof | kétóránként      |
| ICE      | Basel SBB – Freiburg (Breisgau) – Karlsruhe Hbf – Mannheim Hbf – Frankfurt Flughafen – Siegburg/Bonn – Köln – Wuppertal – Dortmund Hbf                   | kétóránként      |
| ICE      | Zürich HB – Basel – Freiburg (Breisgau) – Karlsruhe Hbf – Mannheim Hbf – Frankfurt Hbf – Kassel-Wilhelmshöhe – Hannover Hbf – Hamburg-Altona (– Kiel)    | kétóránként      |
| ICE      | Basel – Freiburg (Breisgau) – Karlsruhe Hbf – Mannheim Hbf – Siegburg/Bonn – Düsseldorf Hbf – Duisburg Hbf – Emmerich – Amsterdam Centraal               | bizonyos vonatok |
| TGV      | Freiburg (Breisgau) – Mulhouse – Belfort – Besançon – Paris                                                                                              | egy vonatpár     |
| IC       | Basel Bad Bf – Freiburg (Breisgau) – Karlsruhe – Stuttgart – München                                                                                     | egy vonatpár     |
| ECE      | Frankfurt – Mannheim – Karlsruhe – Baden-Baden – Freiburg (Breisgau) – Basel – Luzern – Bellinzona – Lugano – Chiasso – Monza – Milano Centrale          | egy vonatpár     |
| EC       | (Chur –) Zürich HB – Freiburg (Breisgau) – Karlsruhe – Mainz – Essen – Bremen – Hamburg-Altona                                                           | kettő vonatpár   |
| EN       | Zürich HB – Basel – Freiburg (Breisgau) – Karlsruhe – Frankfurt (Main) Süd – Halle (Saale) – Berlin – Hamburg                                            | naponta          |

## Tömegközlekedés
| Linie | Verkehrsmittel | Strecke                                                                                        |
| ----- | -------------- | ---------------------------------------------------------------------------------------------- |
| 1     | Straßenbahn    | Littenweiler – Bertoldsbrunnen – Hauptbahnhof – Paduaallee – Landwasser                        |
| 3     | Straßenbahn    | Vauban – Johanneskirche – Bertoldsbrunnen – Hauptbahnhof – Haid                                |
| 4     | Straßenbahn    | Zähringen – Bertoldsbrunnen – Hauptbahnhof – Messe                                             |
| 5     | Straßenbahn    | Rieselfeld – Haslach – Bertoldsbrunnen – Hauptbahnhof – Uniklinik – Hornusstraße (– Zähringen) |
| 11    | Stadtbus       | Hauptbahnhof – Pressehaus – Vauban – St. Georgen – Haid – Paduaallee                           |
| 27    | Stadtbus       | Hauptbahnhof – Siegesdenkmal – Herdern                                                         |

## Kapcsolódó állomások
A vasútállomáshoz az alábbi állomások vannak a legközelebb:
- Offenburg állomás
- Bahnhof Baden-Baden
- Freiburg-St Georgen station (Mannheim–Karlsruhe–Bázel nagysebességű vasútvonal)
- Freiburg Klinikum station (Freiburg–Colmar-vasútvonal)